# 大鱼蛭
大鱼蛭（学名：Piscicola magna）为鱼蛭科鱼蛭属的动物。在中国大陆，分布于黄海等海域，营寄生生活，寄生于近岸底栖海鱼身上。该物种的模式产地在黄海。